# IMI Systems
La corporación Israel Military Industries Ltd. (IMI), también conocida como Taas (en hebreo: תע"ש‎), es una empresa de fabricación de armamento y municiones para las Fuerzas de Defensa de Israel. IMI es conocida mundialmente por ser una compañía fabricante de armamento y municiones para la artillería, también fabrica dispositivos avanzados de tecnología militar, usados principalmente por las Fuerzas de Defensa de Israel (FDI) en especial por las Fuerzas terrestres de Israel, así como por sus Armas de fuego y sus pistolas. Los cartuchos de la marca IMI, son muy populares entre los tiradores y expertos en armas de fuego del Mundo.

## Armas de fuego

Fabricación de fusiles en una fábrica de IMI Systems en 1955.

Algunas de sus armas se hallan entre las más populares del Mundo, como el subfusil Uzi, por su carácter compacto y por su alta fiabilidad. En general, las armas de IMI Systems tienen una de las estadísticas de ventas más elevadas entre los subfusiles y ametralladoras modernas, de todo el Mundo.
El IMI Galil es un fusil de asalto muy compacto, ello junto con la integración de algunas características de diseño de otras armas, le ha ganado la reputación de ser una arma robusta y fiable. La ametralladora IMI Negev es la principal ametralladora ligera de la marca IMI. La pistola IMI/IWI Jericho 941, es una pistola semiautomática, mientras que el fusil IWI Tavor TAR-21 es un fusil de asalto del tipo bullpup.
En la década de 1980 un diseñador estadounidense de armas de fuego, de Magnum Research, fue contratado por IMI para rediseñar y fabricar un arma basada en el calibre Magnum (.44 Magnum, .357 Magnum y .50 AE) para pistolas semiautomáticas y automáticas, así se dio origen a una de las pistolas semiautomáticas más potentes hasta hoy día, y que muy pronto se convertiría en una de las estrellas de la firma israelí. El resultado fue la pistola Desert Eagle, una poderosa arma, debido a su calibre y tipo de munición empleada, ya que utiliza la potente munición .50 AE, con un poder de parada muy efectivo; y hecha famosa por las películas de Hollywood, y los videojuegos de disparos en primera persona como Counter-Strike: Source.
Otros productos que ha diseñado y producido IMI son exclusivos del mercado militar de armas y son usados por fuerzas militares a lo largo del globo, principalmente se han hecho bajo encargo para su uso por parte del ejército israelí. La Uzi, sin embargo, aún es muy popular en todo el Mundo con las fuerzas armadas y policiales de muchos países, donde se utiliza todavía, mientras que el Galil y el Tavor tienen una gran acogida entre las fuerzas especiales y las unidades de lucha contra el terrorismo. La empresa Israel Weapon Industries (IWI), anteriormente formaba parte de la empresa Israel Military Industries (IMI).

## Otros productos
Los ingenieros de IMI se han dedicado en sus factorías a manufacturar municiones para armas de fuego, artillería, explosivos, cohetes, propelentes, proyectiles, carros de combate y sistemas de defensa antiaérea (misiles SAM tierra-aire y artillería antiaérea. Muchos de sus productos son compatibles con las medidas y sistemas de armas estándar de la OTAN, pero algunos productos de IMI incluyen también municiones y armas del antiguo Bloque del Este, en cuanto a las medidas y estándares de sus municiones. Anteriormente, en estos países no se habían establecido todavía los estándares STANAG para la producción de armas y/o municiones.
Además de armas de fuego de uso personal, IMI también produce piezas de artillería autopropulsada y remolcada y otros sistemas de armamento. El objetivo de IMI es ofrecer a las Fuerzas de Defensa de Israel (FDI) equipos y actualizaciones para sus carros de combate, transportes blindados de personal y otros vehículos blindados de combate. La actualización de los componentes y los  equipos militares, incluye aumentar la potencia de fuego y el blindaje de los mismos, la supervivencia en el campo de batalla y la maniobrabilidad.
IMI produce un amplio rango de equipamiento defensivo como los sistemas de blindaje reactivo para vehículos, sistemas de desminado de campos afectados por minas antipersona y minas antitanque, equipos de reconocimiento militar y vehículos lanzapuentes blindados. Así mismo produce contramedidas aéreas, tales como bengalas, señuelos y Contramedidas electrónicas. IMI ofrece a sus clientes dispositivos, productos y sistemas de armamento terrestres y aéreos.

## Lista de productos principales
- IMI Galil fusil de asalto.
- IWI Galil ACE fusil de asalto.
- IWI Tavor TAR-21 fusil de asalto y combate urbano tipo bullpup
- IMI Negev ametralladora ligera.
- Uzi Subfusíl.
- IMI/IWI Jericho 941 Pistola semiautomatica.
- Pistola SP-21 Barak.
- Desert Eagle pistola semiautomatica.
- MAPATS misil antitanque.
- IMI Delilah sistema lanzador de misil.
- IMI MG251 Cañón IMI MG251/MG253 calibre 120 mm.
- TAM VCLC.
- LAR-160 Producido conjuntamente con Israel Aerospace Industries.
- Blindajes añadidos:
  - Blindaje BLAZER (placaje añadido).
  - Blindaje reactivo.
  - Kit de protección añadida al tractor de orugas (del inglés: TPK) para el Caterpillar D7
  - Kit de protección añadida al tractor de orugas (del inglés: TPK) para el Caterpillar D9 (buldózer L\N)
  - Iron Fist active protection system - Sistema de protección activa (del inglés: APS) para tanques.
- IMI LAHAT (en conjunto con Israel Aerospace Industries).

## Entrenamiento en seguridad
La IMI proporciona entrenamiento militar a los ciudadanos israelíes. IMI también ofrece sus servicios de asesoría externa a países que necesitan seguridad y entrenamiento militar para sus tropas. Los clientes pueden ir a las instalaciones de IMI en Eretz Israel, en donde en meses, se les prepara en un entrenamiento de seguridad para proteger a personalidades VIP, se les brinda capacitación en el manejo de armas y aprenden tácticas de seguridad.
IMI Systems produce bombas de racimo que han sido usadas con resultados fatales, tras comprobarse que algunas de estas eran de calidad deficiente y tenían serios defectos en sus técnicas de manufactura; como cuando se usaron en la Guerra del Líbano de 2006 y en la Guerra de Osetia del Sur de 2008.

## Metropolitan College of New York
IMI Systems tiene un convenio de asociación con el Metropolitan College of New York (MCNY) de Nueva York. El Metropolitan College de Nueva York ofrece un curso presencial de Maestría en Administración Pública en Gestión de Emergencias y Seguridad Nacional. Además, todos los estudiantes viajan a Israel para un curso intensivo en el marco de un seminario sobre temas de seguridad nacional y lucha contra el terrorismo, con funcionarios de alto nivel y varios expertos militares encargados de la seguridad de Israel.